# Muye24gi

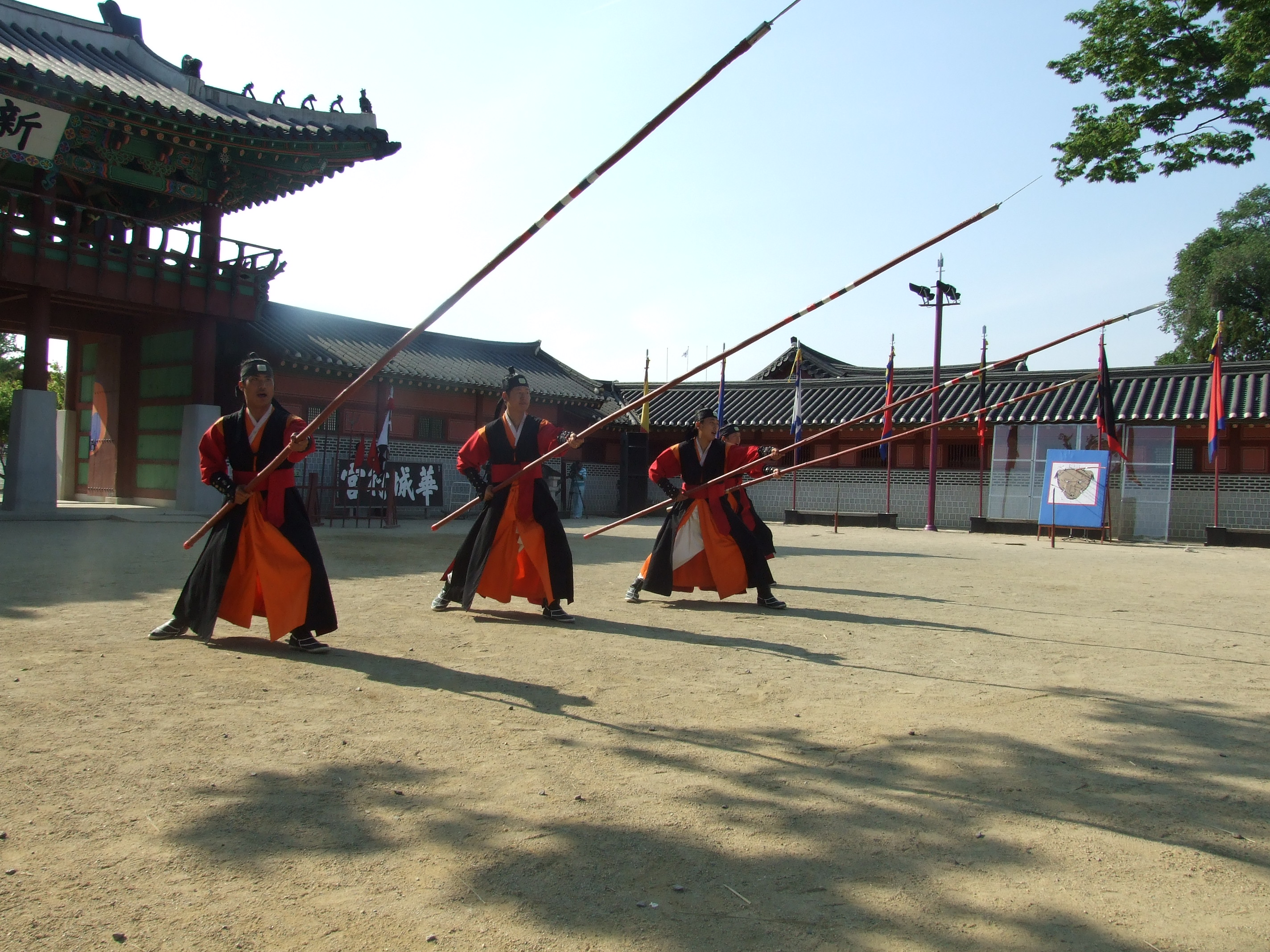
Practicantes de muye24gi.

El muye24gi es un arte marcial coreano que se basa en el Manual de Artes Marciales Muyedobotongji, escrito en 1790. El número 24 se refiere a los 24 (Ee Sib Sa en coreano) métodos descritos en el muyedobotongji. Aquí están seis partes que pueden transportarse a caballo.
En la ciudad de Suwon, protegida por la fortaleza de Hwasong, están las manifestaciones diarias en verano. Este arte marcial tiene sólo unos pocos profesionales fuera de la ciudad de Suwon y fuera de Corea es un arte prácticamente desconocido. La organización detrás del muye24gi recientemente recibió muchas solicitudes de manifestaciones y, eventualmente, está activa para reclutar miembros para su equipo de demostración.

## Nombre

### Nombre coreano
- Hangul: 무예이십사기
- Hanja: 武藝 二十四 技
- Romanización revisada: Mu Ye 24 Gi
- McCune-Reischauer: Mu Ye 24 Ki